# Parlament Avstrije
Avstrijski parlament (nemško Österreichisches Parlament) je dvodomno zvezno zakonodajno telo Republike Avstrije. Sestavljen je iz dveh domov – Državnega sveta in Zveznega sveta. V posebnih primerih se sestaneta oba domova kot zvezna skupščina. Zakonodajno telo zaseda v zgradbi avstrijskega parlamenta na Dunaju.

## Pregled
| Državni svet - 183 članov - izvoljeni neposredno na splošnih volitvah - mandatna doba: 5 let | Zvezni svet - spremenljivo članstvo, trenutno 61 članov - izvoljeni posredno prek deželnih zborov - obnovljivo članstvo, mandat delegatov se razlikuje glede na provinco |
| zvezna skupščina (skupna seja obeh domov)                                                    | |

## Sestava

### Državni svet
Državni svet (nemško: Nationalrat) sestavlja 183 članov, izvoljenih po proporcionalnem sistemu na splošnih volitvah. Zakonodajno obdobje traja pet let, volitve pa se izvedejo prej, če državni svet predčasno predlaga svojo razpustitev. Državni svet je prevladujoči (čeprav 'spodnji') dom v avstrijskem parlamentu, zato se izraza parlament in državni svet običajno uporabljata kot sopomenki.

### Zvezni svet
Zvezni svet (nemško: Bundesrat) je izvoljen posredno preko deželnih skupščin (Landtage) devetih dežel Zvezne republike Avstrije in odraža porazdelitev sedežev v avstrijski deželah. Zvezne države so zastopane v zveznem svetu približno glede na število svojih prebivalcev. Sedeži se po vsakem splošnem popisu prerazporedijo med zvezne države, zaradi česar se celotna velikost zbornice nekoliko razlikuje. Sedanji zvezni svet sestavlja 61 delegatov. Zvezni svet ima pri večini zadev le pravico do odložilnega veta, ki ga lahko državni svet preglasi. Vendar pa ima zvezni svet absolutno pravico veta na predloge zakonov, katerih namen je spremeniti pristojnosti držav ali samega zveznega sveta.

### Zvezna skupščina
Zvezna skupščina (Bundesversammlung) je organ, katerega funkcija je večinoma ceremonialne narave. Sestavljen je iz članov obeh domov parlamenta. Zvezna skupščina se skliče le redko, na primer zaradi inavguracije zveznega predsednika. Vendar je treba opozoriti, da avstrijska ustava v izjemnih okoliščinah podeljuje zveznemu zboru znatne pristojnosti. Primer tega bi bila njegova ključna vloga pri hipotetični obtožbi zveznega predsednika.

## Poslopje
Oba domova parlamenta in zvezna skupščina zasedajo v stavbi parlamenta ob dunajski obvoznici. Od leta 2017 do 2022 so se zaradi prenove stavbe parlamenta sestajali v Redoute Wingu Hofburga.